# Vassili Zaitsev
Vassili Grigoryevich Zaitsev (em russo: Васи́лий Григо́рьевич За́йцев) (Eliniski, 23 de março de 1915 — Kiev, 15 de dezembro de 1991) foi um soldado russo, notabilizado como franco-atirador durante a Batalha de Stalingrado, na Segunda Guerra Mundial, com um total de 243 soldados e oficiais alemães mortos no conflito, chegando a 468 até o fim da guerra.

## Biografia
Zaitsev era neto de caçador e aprendeu a atirar ainda criança, caçando em Eliniski, sua terra natal junto aos Montes Urais, onde vivia como pastor.
Inicialmente foi incorporado na infantaria da marinha, em 1937, servindo primeiro em Vladivostok, mas atuando em áreas burocráticas antes da Segunda Guerra. Chegou a Stalingrado em 20 de setembro de 1942, com a 284ª Divisão de Fuzileiros e brevemente foi erguido à categoria de herói nacional, pois os franco-atiradores eram então muito estimulados pelo general Vassili Chuikov, comandante do 62º Exército, encarregado da defesa da cidade contra os ataques do 6º Exército Alemão.
Ele fixava uma mira telescópica no seu fuzil Mosin-Nagant modelo M91/30, calibre 7,62 x 54 mm, que facilmente penetrava os capacetes dos alemães, causando dezenas de mortes por tiros certeiros na cabeça.
Os números divulgados pelos soviéticos naquela época apontam estimativas de que mais de mil alemães foram mortos por franco-atiradores durante a Batalha de Estalingrado, sendo anunciado que Zaitsev fora responsável por 225 dessas mortes (232 e 242 em outras fontes). Ao fim da guerra, este número subiria para cerca de 468, antes de Zaitsev ser cegado por um morteiro. Ele também atuou como instrutor de franco-atiradores do Exército Soviético.
Após seus serviços prestados na Grande Guerra Patriótica, ele saiu do exército e foi trabalhar numa fábrica. Ele faleceu a 15 de dezembro de 1991, aos 76 anos, na cidade de Kiev, Ucrânia.

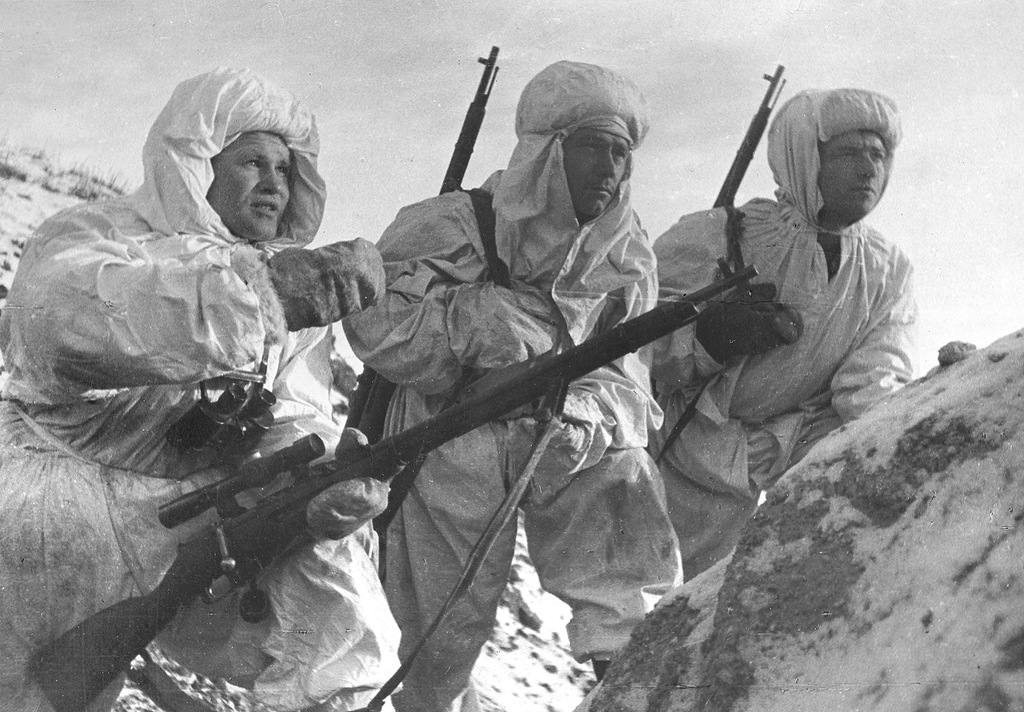
Vassili Zaitsev (esquerda) orientando companheiros (Stalingrado, Dezembro de 1942).
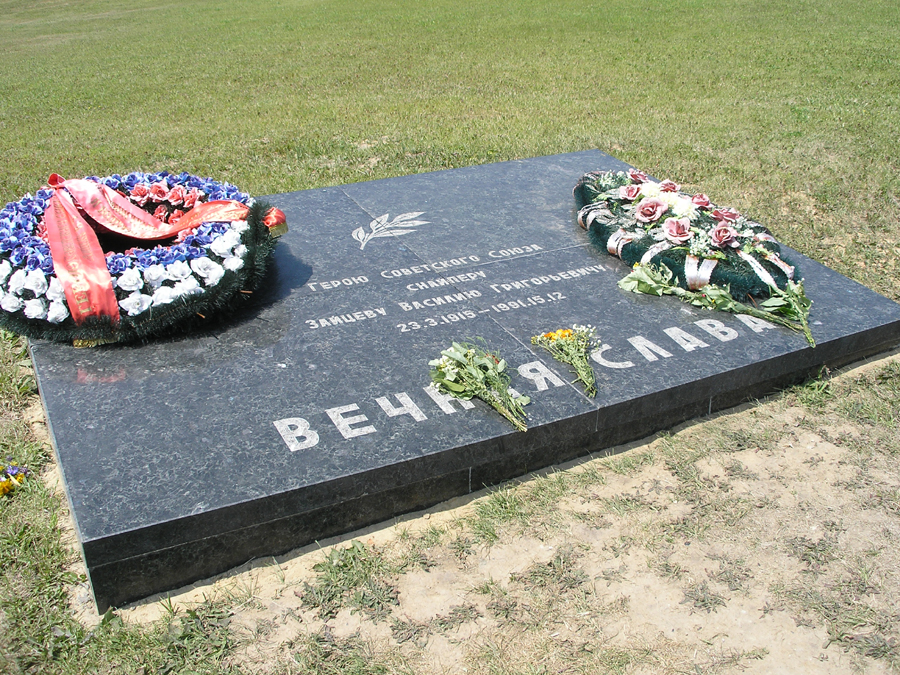
Túmulo de Vassili Zaitsev em Mamayev Kurgan, Volgogrado.
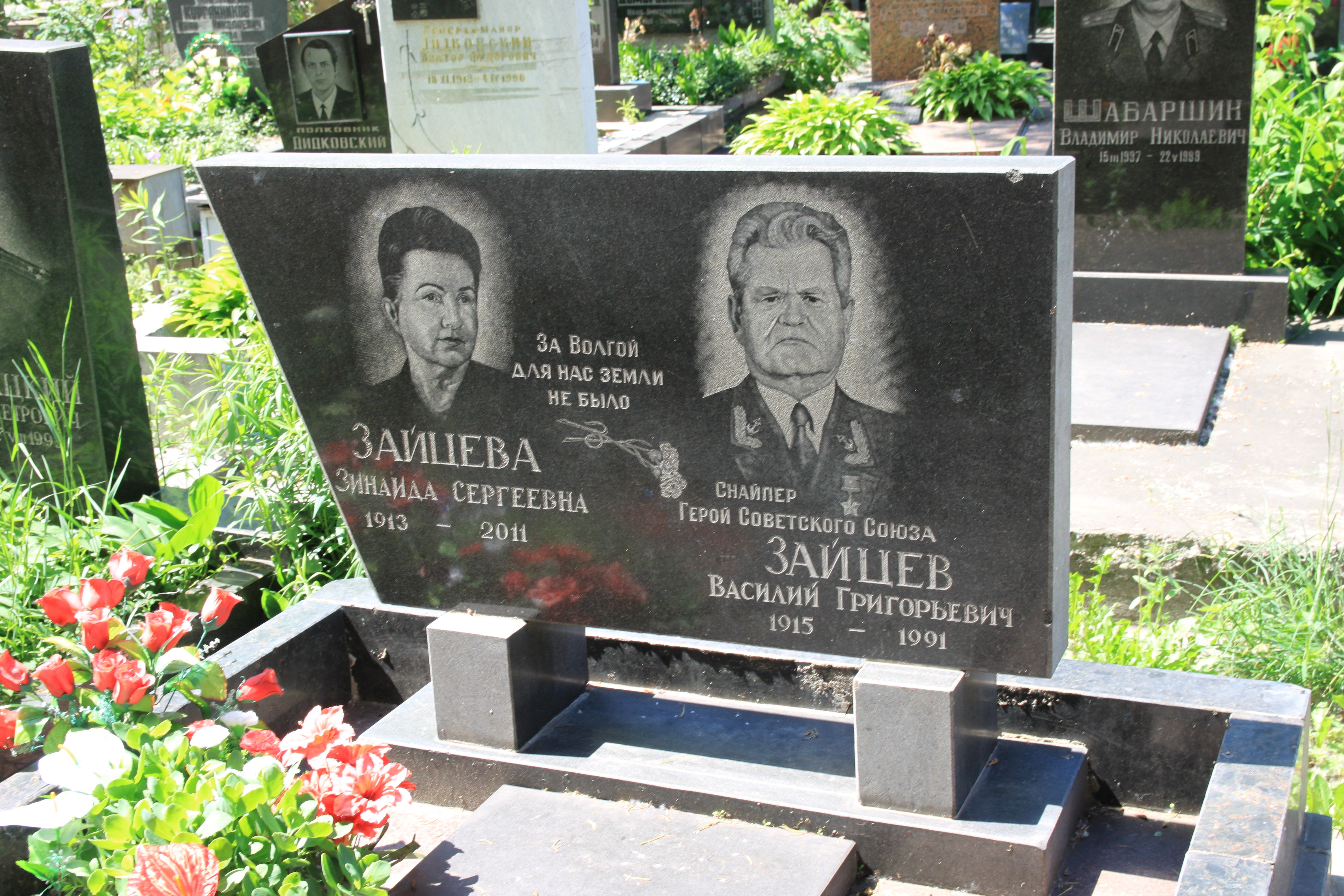
Cenotáfio de Vassili Zaitsev (cemitério militar Lukyanovsky, Kiev).

## Prêmios
|  | Herói da União Soviética                                                                 |
|  | Ordem de Lenin                                                                           |
|  | Ordem do Estandarte Vermelho                                                             |
|  | Ordem do Grande Patriota, 1ª classe                                                      |
|  | Medalha "Pela Coragem"                                                                   |
|  | Medalha Comemorativa pelo Centenário do Nascimento de Lenin                              |
|  | Medalha pela Defesa de Stalingrado                                                       |
|  | Medalha "pela vitória sobre a Alemanha na Grande Guerra Patriótica 1941-1945"            |
|  | Medalha Comemorativa do 20º aniversário da Vitória na Grande Guerra Patriótica 1941–1945 |
|  | Medalha Comemorativa do 30º aniversário da Vitória na Grande Guerra Patriótica 1941–1945 |
|  | Medalha Comemorativa do 40º aniversário da Vitória na Grande Guerra Patriótica 1941–1945 |
|  | Medalha Comemorativa do 30º aniversário da Forças Armadas da União Soviética             |

- Cidadão Honorário da Heroica Cidade de Volgogrado

## Cinema
O filme (bra:) Círculo de Fogo (prt: Inimigo às Portas) de 2001, foi baseado em sua história, onde foi interpretado por Jude Law.